# Stazione di Russin
La stazione di Russin è una fermata ferroviaria posta sulla linea Ginevra-La Plaine-Frontière delle Ferrovie federali svizzere (FFS) a servizio del comune omonimo.

## Storia
La fermata è posta in corrispondenza di un casello costruito dalla «Compagnie pour le chemin de fer de Lyon à Genève» sulla linea da Ginevra Cornavin per La Plaine inaugurata il 16 marzo 1858 e aperta all'esercizio due giorni dopo.
Il casello venne progettato dall'architetto Raymond Grillot.
Il 27 settembre 1956 venne attivata l'elettrificazione a 1500 V cc della linea e, quindi, della fermata. Il 25 agosto 2014 venne attivata l'elettrificazione a 25 kV ca.

## Strutture e impianti
La fermata è dotata di due binari passanti, ciascuno dei quali munito di banchina per il servizio viaggiatori.

## Movimento
La fermata è servita con cadenza oraria dai treni regionali da Ginevra per La Plaine e viceversa nonché, nei giorni feriali e parimenti con cadenza oraria, da treni regionali in parte per La Plaine e in parte per Bellegarde (e viceversa).

## Servizi
Le due banchine per il servizio viaggiatori sono collegate da un sottopassaggio.
- Biglietteria automatica